# 카를로 갈림베르티
카를로 갈림베르티(이탈리아어: Carlo Galimberti, 1894년 8월 2일 ~ 1939년 8월 10일)는 이탈리아의 역도 선수로 1924년, 1928년과 1932년 하계 올림픽에 출전하였다.

## 생애
갈림베르티는 이탈리아 이민자의 아들로서 아르헨티나 로사리오에서 자랐고, 1차 세계 대전 이후 다시 이탈리아 밀라노로 돌아왔다.
그는 1924년 하계 올림픽에서 미들급 부문의 금메달을 획득하고, 1928년과 1932년 하계 올림픽에서 미들급 부문의 은메달을 획득하였다.

## 참조
- “카를로 갈림베르티”. Liftup. 2010년 5월 7일에 확인함.